# آراس‌ام اینترنشنال
آراس‌ام اینترنشنال (انگلیسی: RSM International) شرکت خدمات حرفه‌ای بریتانیایی است، که در سال ۱۹۶۴ تأسیس شد.
آراس‌ام اینترنشنال از سال ۲۰۱۵، یک شبکه چندملیتی از شرکت‌های حسابداری مستقر در لندن، بریتانیا است. آراس‌ام اینترنشنال ششمین شبکه بزرگ خدمات حرفه‌ای حسابداری در جهان از نظر درآمد است. شرکت‌های عضو آراس‌ام اینترنشنال، کسب‌وکارهای حسابداری و مشاوره‌ای مستقلی هستند که هر کدام به طور مستقل فعالیت می‌کنند و به عنوان بخشی از شبکه متحد شده‌اند.
این شبکه توسط آراس‌ام اینترنشنال لیمیتد، شرکتی ثبت شده در انگلستان و ولز، اداره می‌شود، با این حال، خود شبکه یک نهاد قانونی جداگانه نیست و خود خدماتی ارائه نمی‌دهد. بزرگترین شرکت‌های عضو، آراس‌ام ایالات متحده که قبلاً با نام مک‌گلادری شناخته می‌شد، و آراس‌ام انگلستان که قبلاً با نام بیکر تیلی شناخته می‌شد، هستند.